# Dexter Lewis
Dexter Lewis Bonilla (Cahuita, 2 febbraio 1981) è un calciatore costaricano.

## Carriera

### Club
La sua carriera calcistica l'ha sviluppata con squadre di prima divisione come Limonense, Ramonense ed ora i "guerreros del sur".

### Nazionale
Fa parte della Nazionale della Costa Rica con la quale ha fatto il suo debutto internazionale il 24 marzo 2007 nell'amichevole contro la Nuova Zelanda ed è andato in competizione nella Gold Cup 2007.

## Vita privata
È sposato con Sheika Graenger ed è padre di tre figli: le gemelle Tameka e Tazmín, e Denzell.